# Oso de Salcedo
El oso de Salcedo és una festa carnavalesca característica de la parròquia de Salcedo, al municipi de la Pobra do Brollón (província de Lugo, Galícia). Celebra el començament de la primavera, imitant el moment en què l'os surt del seu cau després de la hibernació. Es simbolitza l'inici del cicle agrícola anual, propiciat per l'abundància en les collites i la fecunditat de les dones.

## La festa
El luns de entroido (dilluns de carnaval), un veí és disfressa d'os amb una màscara amb musell i pells d’animals, recorre els carrers i carrerons de Salcedo en companyia de "criados" (criats), espantant els vianants, atansant els més endarrerits i tacant-los amb le urpes plenes de sutge aigualit. Té moltes similituds amb les tradicions ourensanes del carnaval, com les perruqueries de Laza, però actua sol, excepte en companyia dels seus "criats", i no en grups com la majoria d'aquestes màscares més meridionals.
Festes similars basades en la figura d’un os també se celebren en altres punts de la península Ibèrica, com al País Basc (carnavals d'Ituren i Zubieta) a la Catalunya del Nord) i a Europa (França, els Alps italians, Romania i Alemanya). A Galícia, aquesta és l’única celebració d'aquestes característiques.
Des del febrer de 2008, una disfressa de l'Os de Salcedo forma part del Museu Internacional de la Màscara i el Carnaval de Binche (Bèlgica), el museu del carnestoltes més important del món, declarat Patrimoni de la Humanitat per la UNESCO.

## Història

### Les festes de l'os a l'hivern europeu

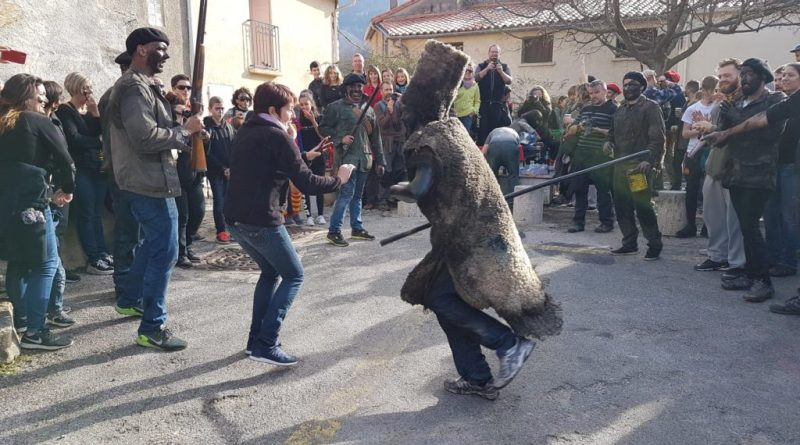
Festa de l'os a Prats de Molló, Catalunya del Nord

Des de temps ancestrals, quan l'os bru era una espècie molt estesa per tot Europa, al febrer es feien representacions festives de la caça de l’ós, vinculades a les celebracions de carnaval de la segona meitat de l’hivern. El 2 de febrer, dia de la Candelera, presagiant l'arribada de la primavera a l'hemisferi nord, es creia que si el temps era dolent, el bon temps no trigaria a arribar, mentre que si el temps era bo, l’hivern encara s’allargaria una temporada més. A Galícia, per exemple, es deia: «Se a Candelaria chora, o inverno está fóra; se ri, aínda está por vir» (Si la Candelera plora, l'hivern és fora; si riu, encara es viu). Precisament, es creia, que per aquella data els ossos sortien dels seus caus («Per la Candelera, l'os surt de l'ossera») i, en funció de l'oratge, continuaven la seva hibernació o la interrompien. Aquesta tradició es va popularitzar més tard amb una creença similar d'un altre animal hibernador: el dia de la marmota.

### La festa de l'os a Salcedo
Es desconeix la data d’inici d’aquesta tradició, però les seves arrels locals són clares. L'Os de Salcedo es va celebrar ininterrompudament, malgrat les prohibicions de celebrar el carnaval que es van succeir durant la dictadura.
El carnaval de Salcedo també se celebrava fins no fa massa el domingo corredoiro (diumenge correder), durant el qual els veïns feien i fan representacions en mímica de fets del poble. A partir dels anys cinquanta, el carnaval també va anar acompanyat d’una obra de teatre amateur, representada pels veïns, així com d’un ball de "donas e galáns" (senyores i senyors), semblant a d'altres que es produeixen a Galícia.

## Calendari festiu

### Preludi
Les tres dates importants del carnaval a Salcedo són el diumenge, el dilluns i el dimarts de carnaval; però hi ha un preludi que actualment se celebra en dos dies (i antigament en tres). Així, la primera cita que se celebra és el xoves de compadres (dijous de la segona setmana abans del carnaval), dia en què les dones fabriquen monifates (titelles) amb diferents materials (palla, cartró, paper ...) i que simbolitzen el sexe masculí que s'ha de vèncer i destruir pel foc. Els homes intentaran evitar aquest ultratge i, mitjançant persecucions, enganys i altres trucs, intentaran fer-se amb les titelles i salvar-les de la destrucció.
Antigament, un altre dia destacat era el "domingo corredoiro" (diumenge següent al dijous de Compadres), i aquell dia tots els veïns es perseguien pel poble, empastifant-se mútuament de diverses substàncies difícils de netejar, com ara el sutge que quedava a les xemeneies o cuines tradicionals gallegues. Actualment aquest dia ja no se celebra.
La setmana següent té lloc al dijous de carnaval el xoves de comadres, que és la rèplica del xoves de compadres i que podem entendre com la supremacia, en aquest cas, del sexe masculí sobre el femení. En aquest cas, els homes fanla nina que les dones intenten rescatar durant tot el dia.

### Domingo de Entroido

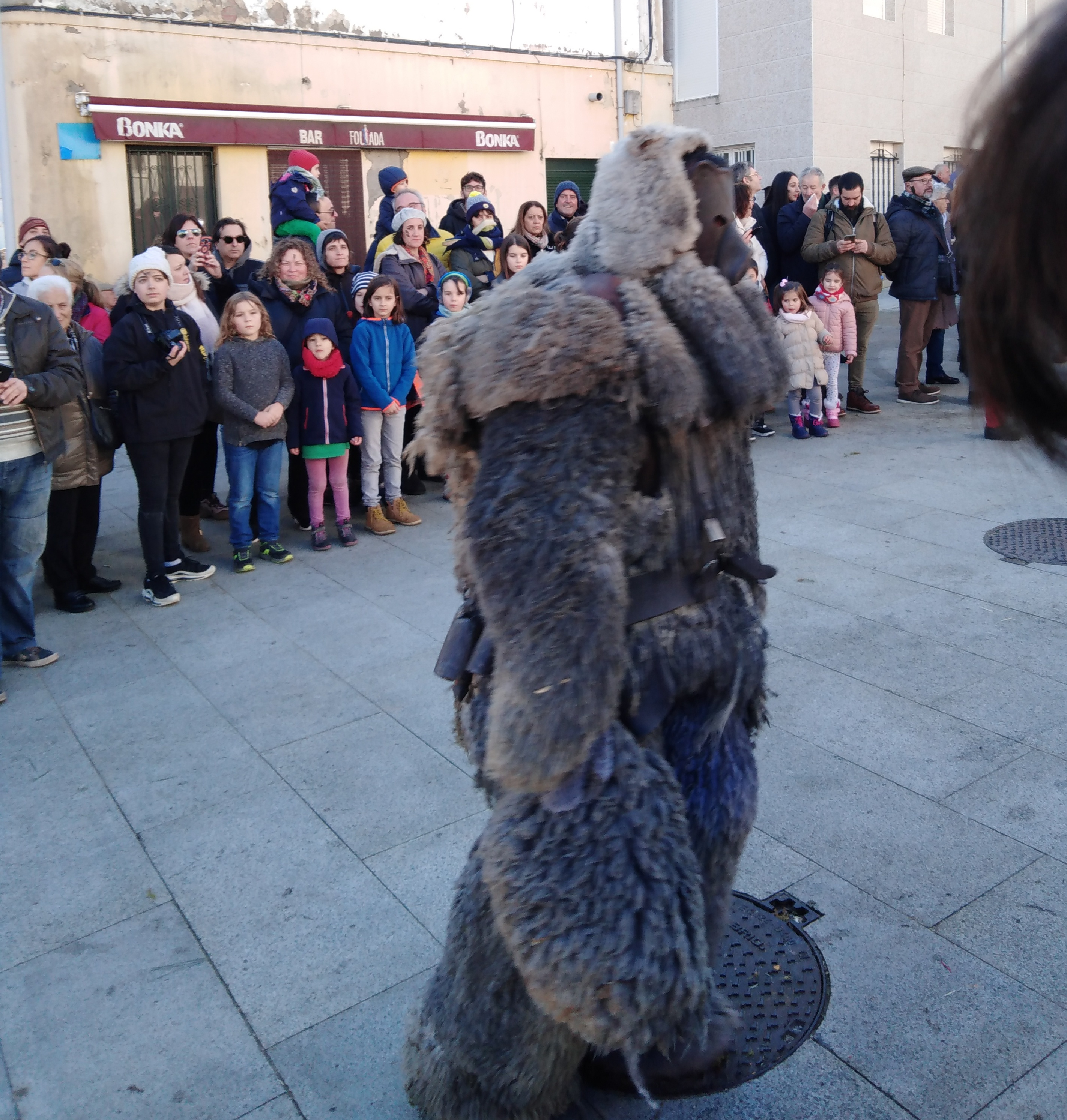
L'os de Salcedo a la Mascarada Ibèrica de 2020.

El domingo de Entroido (diumenge de Carnaval) es fan dues activitats d’important repercussió popular: els disfraces (disfresses) i el teatre.
Pel que fa al primer, tot i el seu nom, en realitat són una mena de representacions dramatico-mimètiques, a l’aire lliure, on es parodien diferents esdeveniments de la vida social del poble que han deixat la seva empremta a la consciència del veïns de Salcedo. Per exemple, un any es va fer una representació sobre un cas real a Salcedo: va aparèixer un home que, en teoria, era venedor de rentadores. Va anar per diferents cases oferint aquests electrodomèstics amb avantatges econòmics considerables, però va resultar que no portava el producte amb ell i demanava una bestreta, assegurant que l'endemà lliuraria el producte i recolliria el que quedava per pagar. Alguns veïns van "picar" i la sorpresa va ser que ni l'endemà ni el dia següent, ni mai, el "venedor" no va tornar a aparèixer. Al poble el cas fou famós i, en conseqüència, al entroido (carnestoltes) es va parodiar l'estafa.
El teatre potser és l’activitat més famosa i la que reuneix més gent. En un lloc condicionat per a aquest propòsit, es representen diferents activitats, que van des d’obres escrites per gent del poble fins a adaptacions que van fer en gallec de clàssics com Molière o Shakespeare. Els actors són veïns de Salcedo, comptant el més jove amb 3 anys i el més gran amb 64. Cada funció es divideix en diferents obres: infantil, juvenil, adulta. Es pot dir que el teatre és un vincle entre els veïns de Salcedo, tots col·laboren perquè tots els que s’acostin a Salcedo en puguin gaudir. El 2006 hi va haver una afluència de mil persones en dos dies de representació, cosa que sembla indicar l’acceptació que, any rere any, tenen aquestes activitats.

### Luns de entroido
El luns de entroido (dilluns de carnaval), es realitza una altra activitat per mostrar el potencial cultural del carnaval de Salcedo: a saída do oso (la sortida de l’ós), un personatge estretament lligat al transcurs del Carnaval des de fa molt de temps. La memòria de la gent gran de la contrada sempre el recorden. L'os es mostra com l'equivalent d'altres figures que poblen el Carnaval a Galícia: peliqueiros, pantallas . .. Cap a les 5 de la tarda l’ós i els criats surten del seu amagatall. Els criats són els ajudants que porten la presa a l’Os perquè la suporti amb la substància perfumada i bruta preparada per a l’ocasió.
S'han donat moltes interpretacions per explicar l'existència d'aquesta figura central a Salcedo. La gran majoria creu que podria simbolitzar la por que els habitants d’aquesta zona podrien tenir als ossos que baixaven als afores de Salcedo per alimentar-se, però no deixa de ser una mera hipòtesi. La roba de l’Os està formada per pells d’ovella que cobreixen l'os de cap a peus i una màscara amb un prominent musell, la qual permet una bona visibilitat a la persona que executa el paper d’aquest personatge. També porta subjectes al tronc uns cimarrons (esquelles) subjectats amb dos llargs tirants sobre el coll, que dringuen cada cop que es mou.
La roba dels criados és més modesta (feta amb tela de sac lligada amb cordons de palla) i és menys pesada, donat que la seva missió és capturar els desaprensius que estiguin a prop de l’ós per capturar-los. Per a tal fí van proveïts d'uns bastons. L’Os els espastifarà de valent. Els escollits que tractin de fugir seran perseguits i poden rodolar per terra amb la bèstia i acabar igualment tacats de dalt a baix.

### Martes de entroido
El martes de entroido dimarts de Carnaval, el teatre dels disfraces de Campo es tornen a fer per a ser vistos pel nombrós públic que els gaudeix.
Altres personatges destacats són les madamas (dames) i els danzantes (ballarins), una parella que representa un home i una dona que tenen la missió de ballar acompanyant el morrión (el grup format per persones disfressades que van al lloc on representaran la paròdia dramàtico-mímica). Es caracteritzen per la vistositat de la seva vestimenta i l'estil elegant de la dansa que fan. S'ha assenyalat que aquests personatges podrien representar les classes més acomodades de la societat, donada la galanteria i l'exquisida factura de la seva indumentària. Aquests personatges solen sortir el diumenge i el dimarts de Carnaval.

## El oso de Salcedo en la literatura
El entroido de Salcedo i la sortida del seu os el dilluns de carnaval van ser retratats en la novela A poutada do Oso (l'urpa de l'os) (ed. Laiovento, 2011), de l'escriptor i polític galllec Lois Diéguez Vázquez.

## Galeria d'imatges

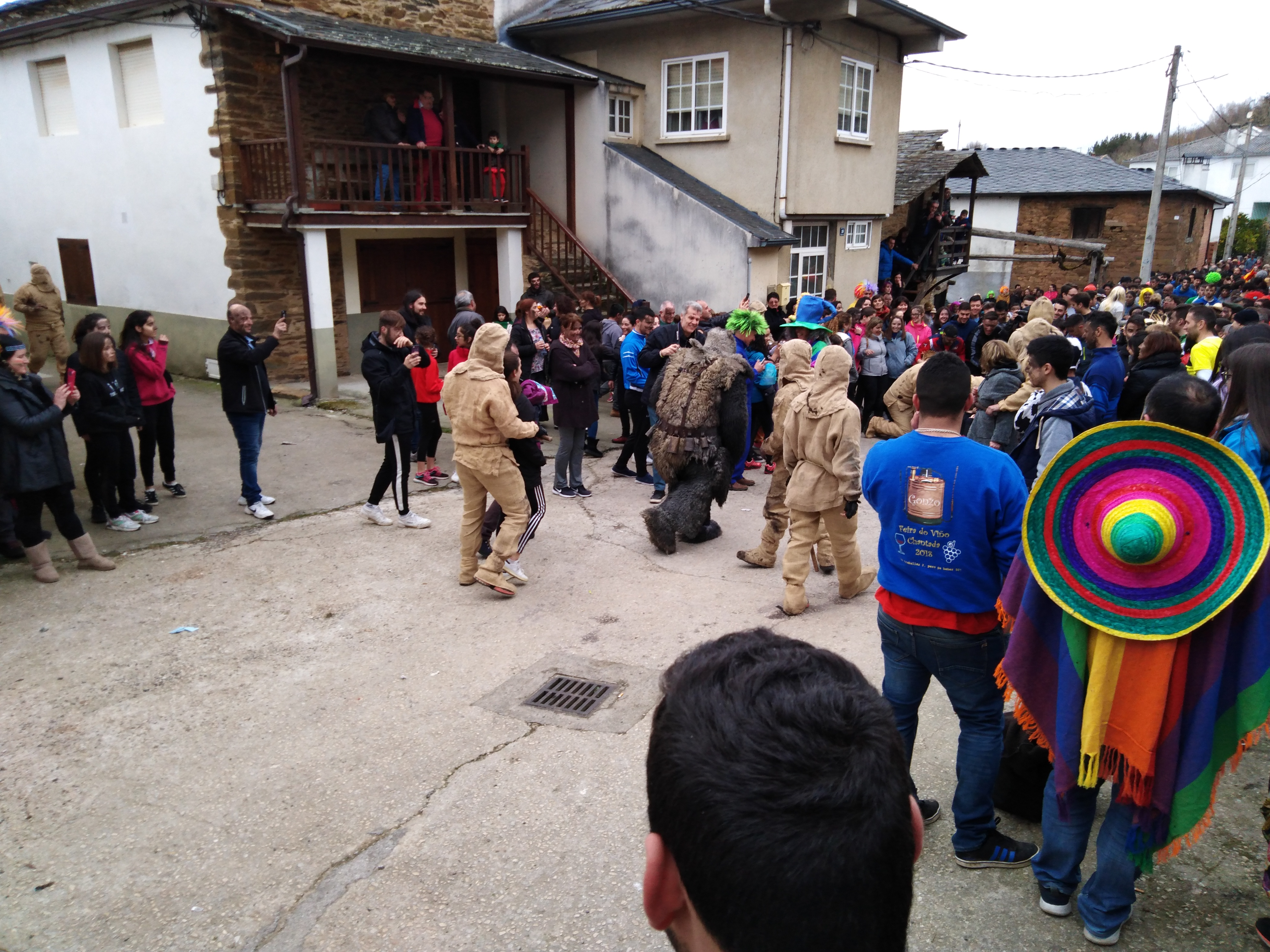
Sortida de l’ós, 2019
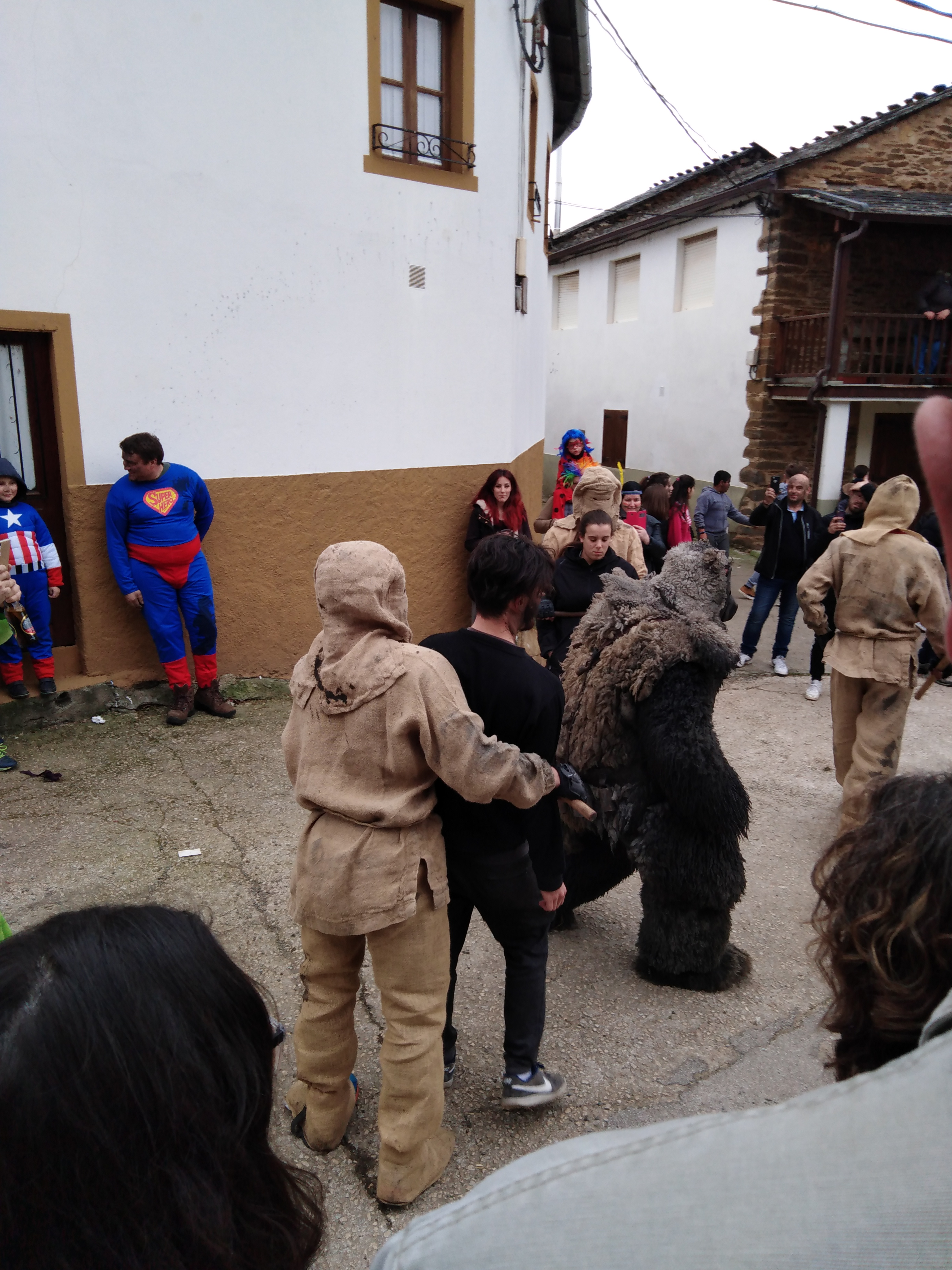
Sortida de l’ós, 2019
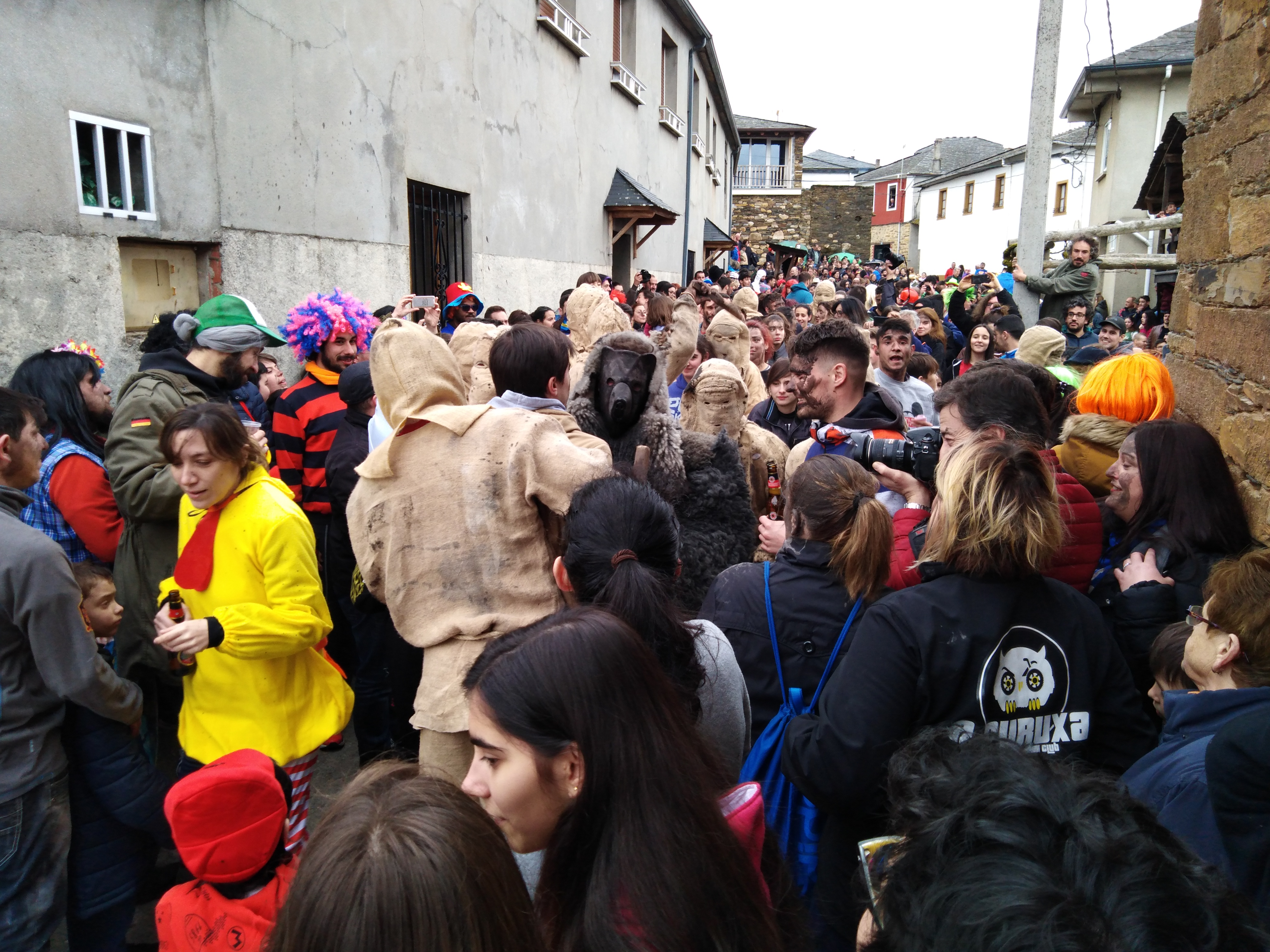
Sortida de l’ós, 2019

### Altres articles
- Museu del Carnaval de Galícia
- Festival de l’ós Prats de Molló